# Nervous Breakdown
Nervous Breakdown (с англ. — «Нервный срыв») — дебютный мини-альбом американской хардкор-панк группы Black Flag, выпущенный в январе 1979 года на лейбле SST Records, ставший также первым релизом лейбла.

## Запись
Запись была профинансирована Грегом Гинном за счёт доходов, которые он заработал от своего бизнеса по доставке радиолюбительской электроники по почте, Solid State Tuners (SST). С помощью знакомого Гинна, будущего продюсера Black Flag Спота, который в то время учился на звукоинженера, группа также основала студию под названием Media Art.
Изначально предполагалось, что релиз будет выпущен через Bomp! Records, но группа посчитала, что лейбл слишком долго тянет с выходом пластинки. В конце концов, Black Flag решили издать EP самостоятельно — Гинн преобразовал свой бизнес в лейбл SST Records и стал его соучредителем вместе с басистом Чаком Дуковски.
Существует заблуждение, что Спот был продюсером и звукоинженером Nervous Breakdown. Но в своих заметках в буклете сборника 1982 года Everything Went Black, Спот отметил, что в то время был всё ещё начинающим звукоинженером и его участие в сессиях ограничивалось только настройкой микрофонов во время записи и созданием черновых миксов.
Первоначальный тираж Nervous Breakdown составил 2000 копий. По словам Дуковски, Black Flag смогли использовать пластинку как «знак легитимности», чтобы заявить о себе и начать давать концерты в районах Лос-Анджелеса.
Во время сессий были записаны ещё четыре песни: «Gimmie Gimmie Gimmie», «I Don’t Care», «White Minority» и «No Values». Все они позже были выпущены на сборнике Everything Went Black.

## История выпуска
EP до сих пор издаётся как в своей первоначальной форме (7-дюймовый виниловый EP), так и в виде 5-дюймового сингла на компакт-диске, а также как часть антологии The First Four Years. Иногда релиз также был доступен в виде 3-дюймового CD-сингла, 10-дюймового цветного винилового EP и как часть сборника синглов лейбла SST The 7 Inch Wonders of the World.

## Треклист
Все песни написаны Грегом Гинном, кроме указанной.
| №  | Название            | Длительность |
| -- | ------------------- | ------------ |
| 1. | «Nervous Breakdown» | 2:07         |

| №  | Название                    | Длительность |
| -- | --------------------------- | ------------ |
| 2. | «Fix Me»                    | 0:55         |
| 3. | «I've Had It»               | 1:20         |
| 4. | «Wasted» (Кит Моррис, Гинн) | 0:51         |

## Участники записи
Black Flag
- Кит Моррис — вокал
- Грег Гинн — гитара
- Чак Дуковски — бас-гитара
- Брайан Мигдол — ударные

При первом тираже оригинального 7-дюймового релиза вместо Брайана Мигдола указан второй барабанщик Black Flag Робо, несмотря на то, что он не участвовал в записи, поскольку Мигдол покинул группу за несколько месяцев до выпуска EP.
Продакшн
- Black Flag — продюсеры
- Дэвид Тэрлинг — звукорежиссёр, продюсер
- Спот — звукорежиссёр, микширование
- Раймонд Петтибон — оформление обложки